# Laupule Ekeroma
Laupule Ekeroma (ur. 26 października 1990 w Vaitele) – samoański zapaśnik walczący w obu stylach. Piąty na igrzyskach wspólnoty narodów w 2010. Dwukrotny brązowy medalista mistrzostw Oceanii w latach 2009–2011.
Jego brat Iki Ekeroma i kuzyn Saufoi Togia byli również zapaśnikami.